# Петко Данчев
Петко Данчев Петков е български бизнесмен и политик от Българската комунистическа партия (БКП), кандидат-член на Политбюро през 1988 – 1989 година.

## Биография
Петко Данчев е роден на 29 септември 1949 година в село Правец, Ботевградско. Завършва Висшия машинно-електротехнически институт „Владимир Ленин“ в София. От 1974 става член на БКП. Работи като началник-цех, а от 1979 година – като главен директор на Стопанския химическия комбинат в Ботевград. От 1986 е председател на Стопанско обединение „Биотехника“ в Пловдив.
През 1986 година става кандидат-член на ЦК на БКП, а от 1988 и член. Между 1987 и 1989 е председател на Асоциация „Биотехническа и химическа промишленост“. На 25 октомври 1987 г. са проведени частични избори в Старозагорски избирателен район и Данчев е избран за народен представител. В периода 14 декември 1988 – 16 ноември 1989 е кандидат-член на Политбюро на ЦК на БКП. От 4 юли до 17 ноември 1989 е заместник-председател на Министерския съвет на България. През 1990 година е изключен от БСП.